# Bad Loipersdorf
Bad Loipersdorf (–2019: Loipersdorf bei Fürstenfeld) osztrák község Stájerország Hartberg-Fürstenfeldi járásában. 2017 januárjában 1895 lakosa volt.

## Elhelyezkedése

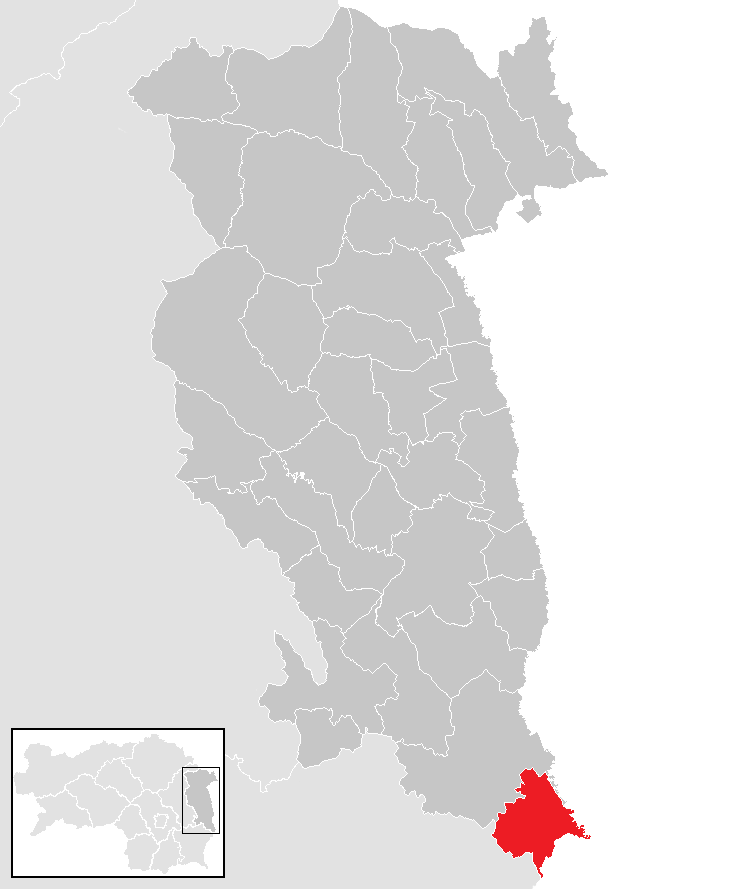
Loipersdorf bei Fürstenfeld a Hartberg-fürstenfeldi járásban

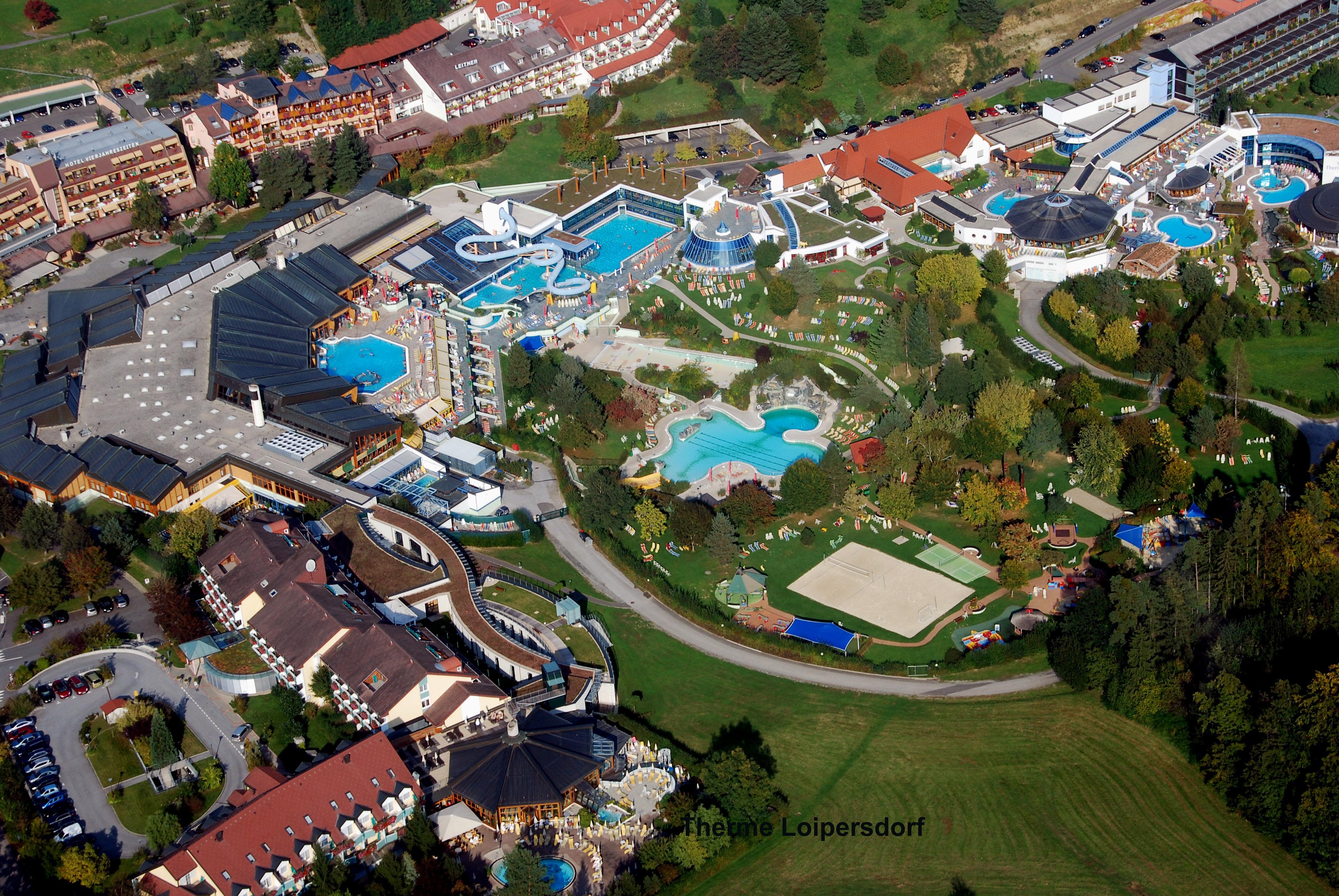
A termálfürdő

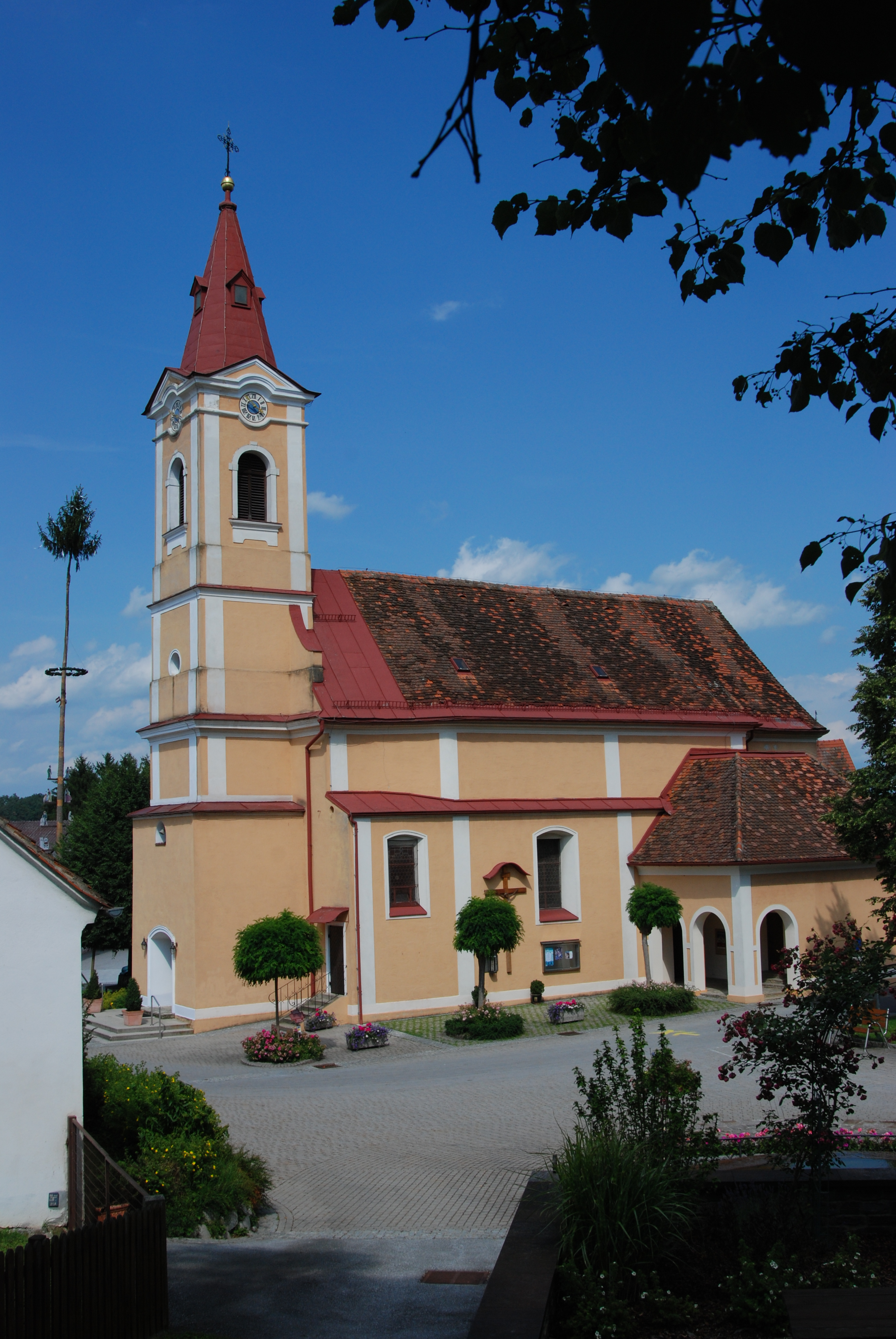
A Szt. Flórián-templom

Bad Loipersdorf a tartomány délkeleti részén fekszik, ez a Hartberg-fürstenfeldi járás legdélibb községe. Az önkormányzat 4 települést egyesít: Dietersdorf bei Fürstenfeld (483 lakos), Gillersdorf (131), Loipersdorf bei Fürstenfeld (781) és Stein (485).   
A környező önkormányzatok: északnyugatra Fölöstöm, északkeletre Radafalva (Burgenland), keletre Királyfalva (Burgenland), délkeletre Gyanafalva (Burgenland), délnyugatra Unterlamm.

## Története
Az önkormányzat 1968-ban vette fel mai nevét, amikor Dietersdorf, Gillersdorf és Loipersdorf egyesült. A 2015-ös stájerországi közigazgatási reform során az addig önálló Steint is a községhez csatolták. 
Az 1970-es években olaj után kutattak a térségben, de helyette 63 °C-os termálvízre bukkantak. 1982-re Loipersdorfban termálfürdő épült és mára 36 ezer m² felületű medencéivel Európa egyik legnagyobb hasonló jellegű létesítményévé vált. A korábban mezőgazdasági jellegű község bevételei ma már alapvetően a turizmusból származnak.  

## Lakosság
A Bad Loipersdorf -i önkormányzat területén 2017 januárjában 1895 fő élt. A lakosságszám 1991 óta (akkor 1779 fő) gyarapodó tendenciát mutat. 2015-ben a helybeliek 95,8%-a volt osztrák állampolgár; a külföldiek közül 2% a régi (2004 előtti), 1,7% az új EU-tagállamokból érkezett. 2001-ben a loipersdorfiak 93,9%-a (Stein: 95,8%) római katolikusnak, 2,8% (2,4%) evangélikusnak, 2,5% (1,8%) pedig felekezet nélkülinek vallotta magát. Ugyanekkor 5 (Steinben 3) magyar élt a községben.

## Látnivalók
- a loipersdorfi termálfürdő
- az 1761-ben barokk stílusban átépített Szt. Flórián-plébániatemplom

## Fordítás
- Ez a szócikk részben vagy egészben  a   Fürstenfeld című német Wikipédia-szócikk ezen változatának fordításán alapul.  Az eredeti cikk szerkesztőit annak laptörténete sorolja fel. Ez a jelzés csupán a megfogalmazás eredetét és a szerzői jogokat jelzi, nem szolgál a cikkben szereplő információk forrásmegjelöléseként.